# Haupt- und Staatsaktion

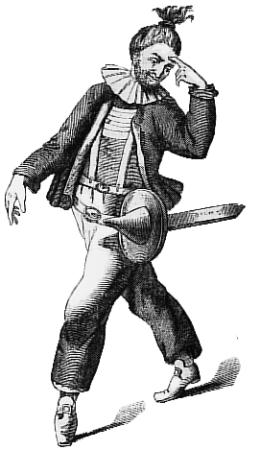
Joseph Anton Stranitzky im Kostüm des Hanswurst

Haupt- und Staatsaktionen ist eine Bezeichnung für die Theaterstücke, die vom ausgehenden 17. Jahrhundert bis fast zur Mitte des 18. Jahrhunderts das Repertoire der deutschen Wandertruppen beherrschten. In der Regel waren es Possen, in deren Zentrum eine lustige Person, meist der Hanswurst, stand. Der bekannteste Autor und Darsteller der Haupt- und Staatsaktionen war Joseph Anton Stranitzky mit seinen Aufführungen im Wiener Kärntnertortheater. Von ihm sind 14 Stücke dieser Art erhalten, die heute in der Österreichischen Nationalbibliothek aufbewahrt werden.

## Definition
Die Haupt- und Staatsaktion war eine Mischung aus Drama und Stegreiftheater: Weil es nur wenige Theaterstücke im Druck gab, und diese in aller Regel Tragödien waren, wurden solche Texte von den Schauspieltruppen als Gerüst zu komischen Ausschmückungen verwendet, die das Publikum am meisten interessierten.
Eine Haupt- und Staatsaktion aus Hamburg um 1719 war folgendermaßen betitelt:
Nero / der sechste römische Kayser / In den ersten 5 Jahren seiner löblichen Regierung. / Oder / Die Beleidigung aus Liebe. / Mit / Arlequin einem intreßirten Hof-Narren. / Den völligen Beschluß wird machen: / Ein lustiges Nachspiel.
Die „Hauptaktionen“, also die auf dem Spielplan angekündigten Hauptstücke, wurden dabei, dem französischen Divertissement ähnlich, von komischen Zwischen- und Nachspielen als Nebenaktionen begleitet. Sie beruhten zumeist auf französischen und italienischen Dramen oder Opern mit meist antikem, mythologischem oder historisch-politischem Inhalt (deshalb auch „Staatsaktionen“).
Die Nebenaktionen hatten die Aufgabe, diese Handlungen dem Geschmack des breiten Publikums entsprechend aufzulockern. Eine zentrale Funktion hatte dabei die lustige Person des Hanswursts, einer Mischung aus dem Pickelhering der englischen Wanderbühnen und dem Arlecchino (Harlekin) der italienischen Commedia dell’arte. Hanswurst wurde meist als Dienerfigur der ernsten Hauptfigur zur Seite gestellt und unterhielt mit possenhaften Auftritten, derben Späßen und Anzüglichkeiten das Publikum.

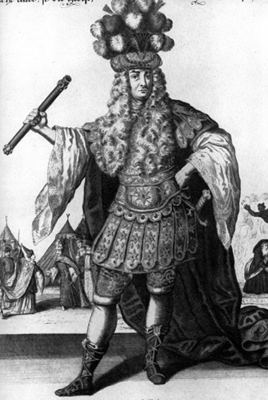
Spektakuläres Kostüm des Helden

Die Handlung der meist in höfischen Kreisen spielenden Dramen wurde nur oberflächlich und stark vereinfacht übernommen. Sie trat gegenüber den Zwischen- und Nachspielen in den Hintergrund, wodurch oftmals Parodien oder Travestien höfischer Tragödien entstanden. Zudem wurde bei der Inszenierung mehr Wert auf möglichst spektakuläre Effekte, pompöse Szenen (zum Beispiel Krönungszenen und Festgelage) und prachtvolle Kostümierungen gelegt als auf die dichterische Vorlage oder das künstlerische Niveau. Die Szenen wurden in der Art des Stegreifspiels lediglich inhaltlich umrissen, ohne die pathetisch-rührseligen Dialoge auszuformulieren. Dies bot Raum für Improvisationen und spontane Veränderungen.

## Geschichte
Der Begriff Haupt- und Staatsaktion wurde im Rahmen der Leipziger Theaterreform durch deren Hauptvertreter, den Literaturtheoretiker Johann Christoph Gottsched, polemisch verwendet. Gottsched war ein Verfechter der literarischen Aufklärung und sprach sich vehement gegen die Spektakelstücke aus, die der Belustigung statt der moralischen Belehrung dienten. Er plädierte für ein Aufklärungstheater nach dem Vorbild des französischen Klassizismus. Die Schauspielerin und Prinzipalin Friederike Caroline Neuber, die eng mit Gottsched zusammen an der Bühnenreform arbeitete, setzte dies symbolträchtig um, indem sie den Hanswurst 1737 in einem allegorischen Spiel von der Bühne verbannte.
Dies hatte allerdings wenig Einfluss auf das Theaterleben. Die Haupt- und Staatsaktion kam von selbst aus der Mode und machte nach der Mitte des 18. Jahrhunderts neuen, weniger improvisierten Varianten der Posse Platz.
In der Zeit des Fin de siècle wuchs wiederum das Interesse an älteren Formen des Volkstheaters. – Alexander Lernet-Holenia bezeichnete sein expressionistisches Drama Demetrius (1925) als Haupt- und Staatsaktion.
Das Konstruktionsprinzip der Haupt- und Staatsaktion wurde im 20. Jahrhundert etwa durch den Film The Devil's Brother (1933) mit Laurel and Hardy aufgegriffen, der sich an der Oper Fra Diavolo orientiert.

## Umgangssprachliche Verwendung
Ausgehend von der Bedeutung der Haupt- und Staatsaktion als Theatergenre, hat sich auch eine umgangssprachliche Verwendung des Begriffs eingebürgert. Demgemäß bezeichnet er eine Sache, um die übermäßiges Aufhebens gemacht wird.